# Гуровой, Юрий Андреевич
Юрий Андреевич Гуровой (3 октября 1932, Харьков, Украинская ССР — 23 февраля 2018, там же, Украина) — украинский и советский государственный деятель, председатель Харьковского горисполкома, почетный гражданин города Харькова. Депутат Верховного Совета УССР 8-9-го созывов.

## Биография
Родился 3 октября 1932 года в Харькове. Трудовую деятельность начал после окончания Харьковского строительного техникума в 1952 году. В том же году он был мобилизован в ряды Советской Армии. В 1955 году Гуров демобилизовался и работал на заводе «Южкабель» помощником мастера, мастером, заместителем начальника строительного цеха.
В 1961-63 годах он возглавлял завком профсоюза завода "Южкабель". В 1963 году он был выдвинут на должность начальника строительного управления «Фундаментстрой», затем работал главным строителем домостроительного комбината №1.
В начале 1966 года Гуровой был назначен управляющим трестом «Харьковспецстрой». Одновременно избирался депутатом Харьковского областного и городского советов депутатов трудящихся. В том же году был награжден орденом «Знак Почета».
В 1969 году сессия Харьковского городского совета избрала Гурового главой горисполкома. Во время избрания он был самым молодым из послевоенных «мэров» Харькова. Занимал этот пост до 1976 года.
Особое внимание горисполком под руководством Юрия Гурового уделял развитию транспортной схемы города: было открыто движение к Салтовскому жилому массиву. Застроены проспект Гагарина, Салтовское шоссе, другие районы города, построены крупные больничные комплексы в 602 микро-районе Харькова, неотложной хирургии, соматической больнице и другие.
В первой половине 70-х годов в Харькове ежегодно вводили в эксплуатацию около 15-17 тысяч кв. жилья. Важным достижением горисполкома в этот период стало окончание отселения жителей из бараков и подвалов. Удалось преодолеть дефицит мест в дошкольных учреждениях, кардинально улучшилось обеспечение высших учебных заведений общежитиями. Завершилось строительство целого ряда путепроводов, в том числе в Салтовку.
В 1976 году на посту главы горисполкома его сменил Юрий Матюшенко.
В 1976 году Гурового назначили начальником комбината «Харьковжилстрой». Заслуги Юрия Гурового в деле жилищного и капитального строительства высоко оценило государство. В 1970 и 1978 годах его наградили орденами Трудового Красного Знамени. В 1978 году за застройку Харькова и введение новых серий жилых домов он был удостоен Государственной премии УССР.
В 2000 году был удостоен звания Почётный гражданин Харькова.
Гуровой умер в Харькове, 23 февраля 2018 года, на 86 году жизни.

## Награды
- два ордена Трудового Красного Знамени (1970, 1978)
- орден Знак Почета (1966)
- лауреат Государственной премии Украинской ССР в области науки и техники (1978)
- почетный гражданин города Харькова (2000)